# Werningshausen
Werningshausen est une commune allemande de l'arrondissement de Sömmerda, Land de Thuringe.

## Géographie
Werningshausen se situe sur la Gramme, un affluent de l'Unstrut ; au sud du territoire, la Schmale Gera se jette dans l'Unstrut.
|             | Wundersleben   |               |
| Henschleben | Werningshausen | Sömmerda      |
|             | Haßleben       | Großrudestedt |

## Histoire
La première mention écrite de Werningshausen se situe entre 750 et 802 : un Hadamar offre un domaine à "Weremgereshusen" à l'abbaye de Fulda.
Le village subit de lourds dommages au XVIIe siècle. Il est pillé au cours de la guerre de Trente Ans et l'occupation suédoise. En 1683, une épidémie de peste tue un tiers des 600 habitants. En 1687, on construit une nouvelle église en gardant le clocher de la fin du Moyen Âge. En 1725, un incendie criminel détruit 48 maisons, les auteurs sont exécutés. En 1773, un incendie touche presque tout le village, notamment l'église et son clocher. On rebâtit une nef rococo de 1773 à 1776. Le village est fait selon un nouvel urbanisme avec de larges rues et une place centrale. Il subit de nouveau des pillages lors des guerres napoléoniennes. En 1841, le clocher est détruit puis reconstruit.
Après la Seconde Guerre mondiale, la population augmente fortement avec l'accueil de réfugiés.

## Personnalités liées à la commune
- Friedrich Adolf Wandersleb (1810-1884), compositeur
- Rüdiger Schnuphase (né en 1954), footballeur